# زولوتونوشا
زولوتونوشا (اوکراینی: Золотоноша) شهری در استان چرکاسی در کشور اوکراین است. جمعیت این شهر ۲۷,۴۵۸ نفر (۲۰۲۱ تخمینی) است.

## نگارخانه

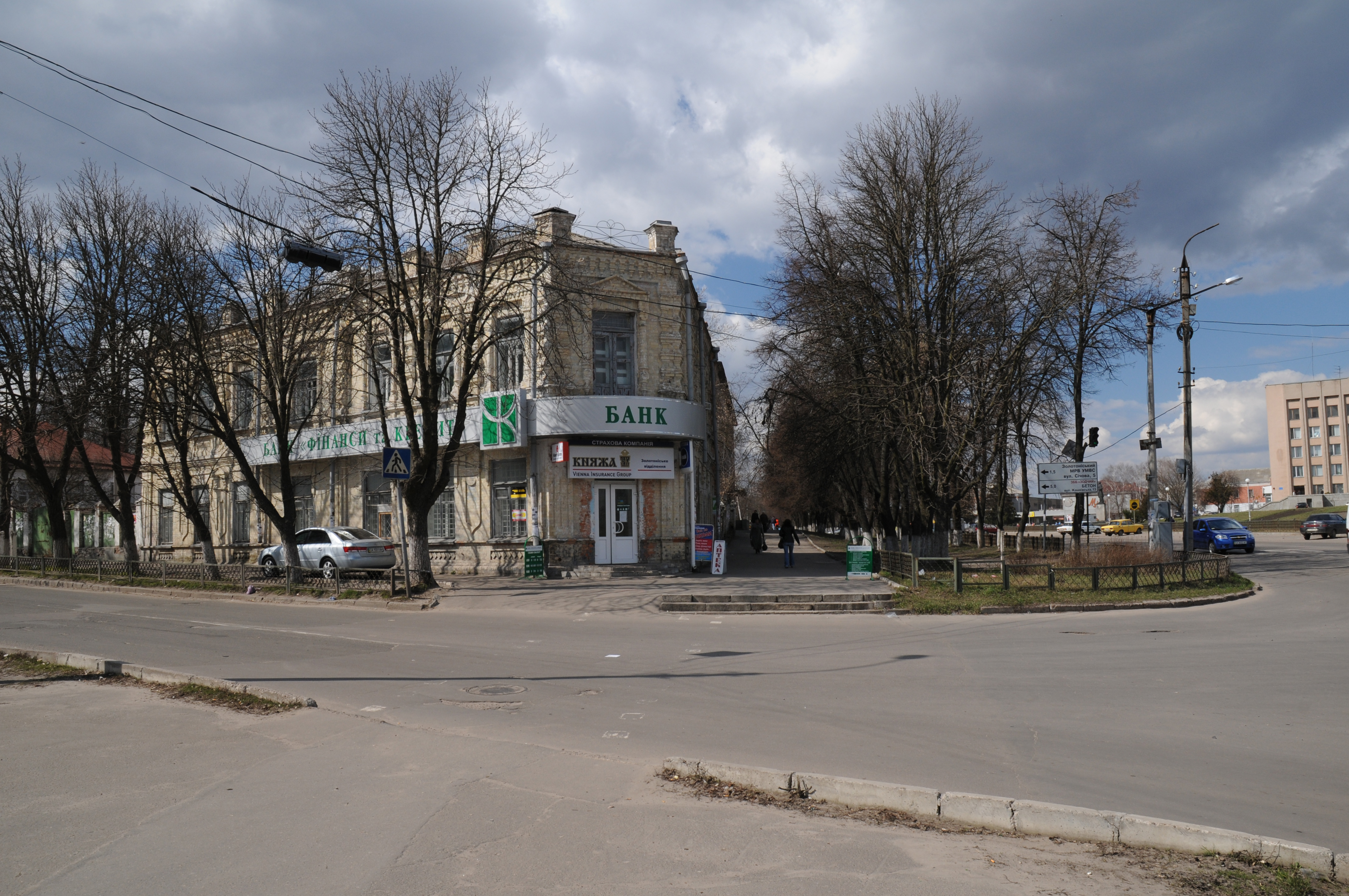
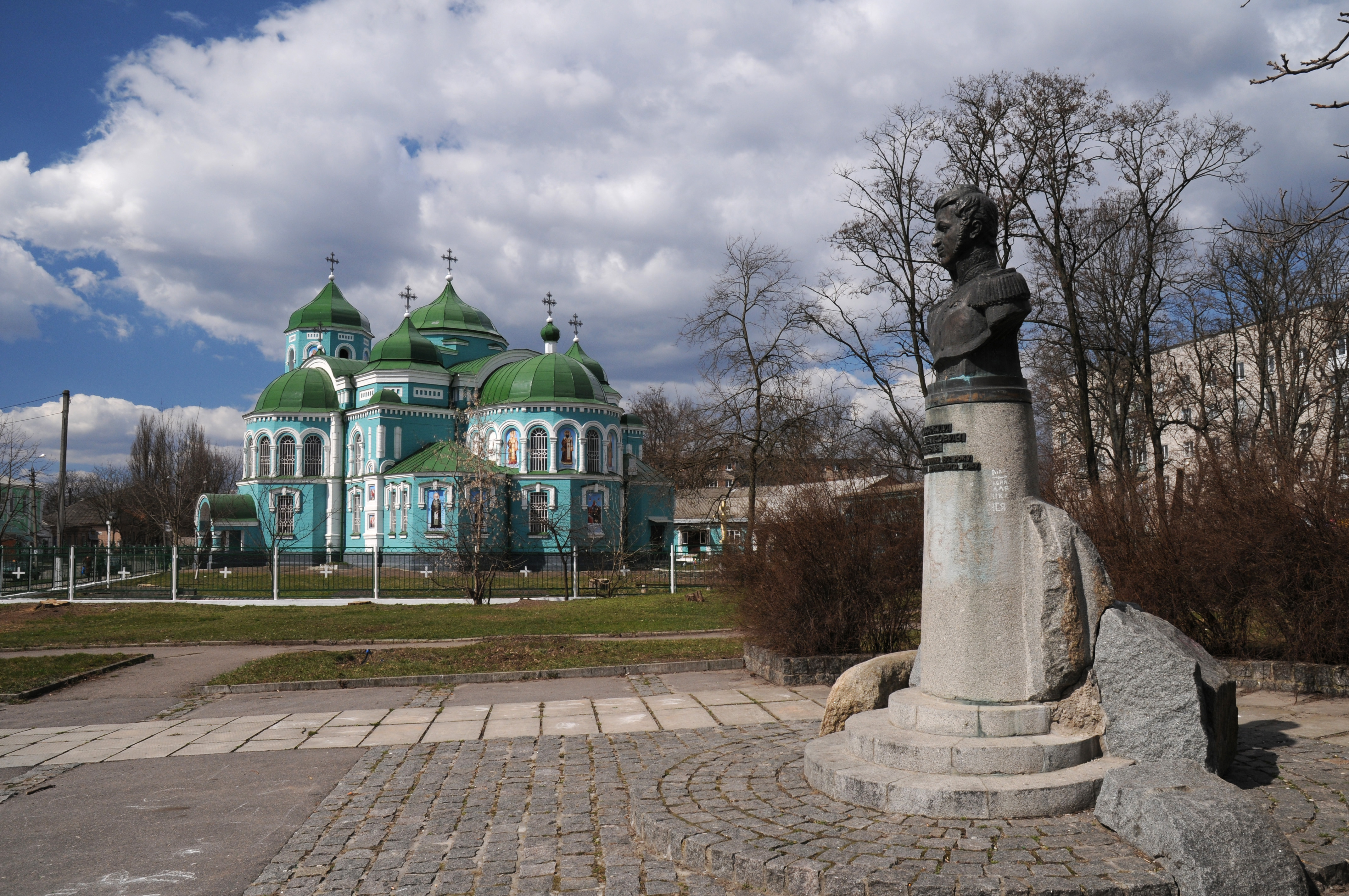
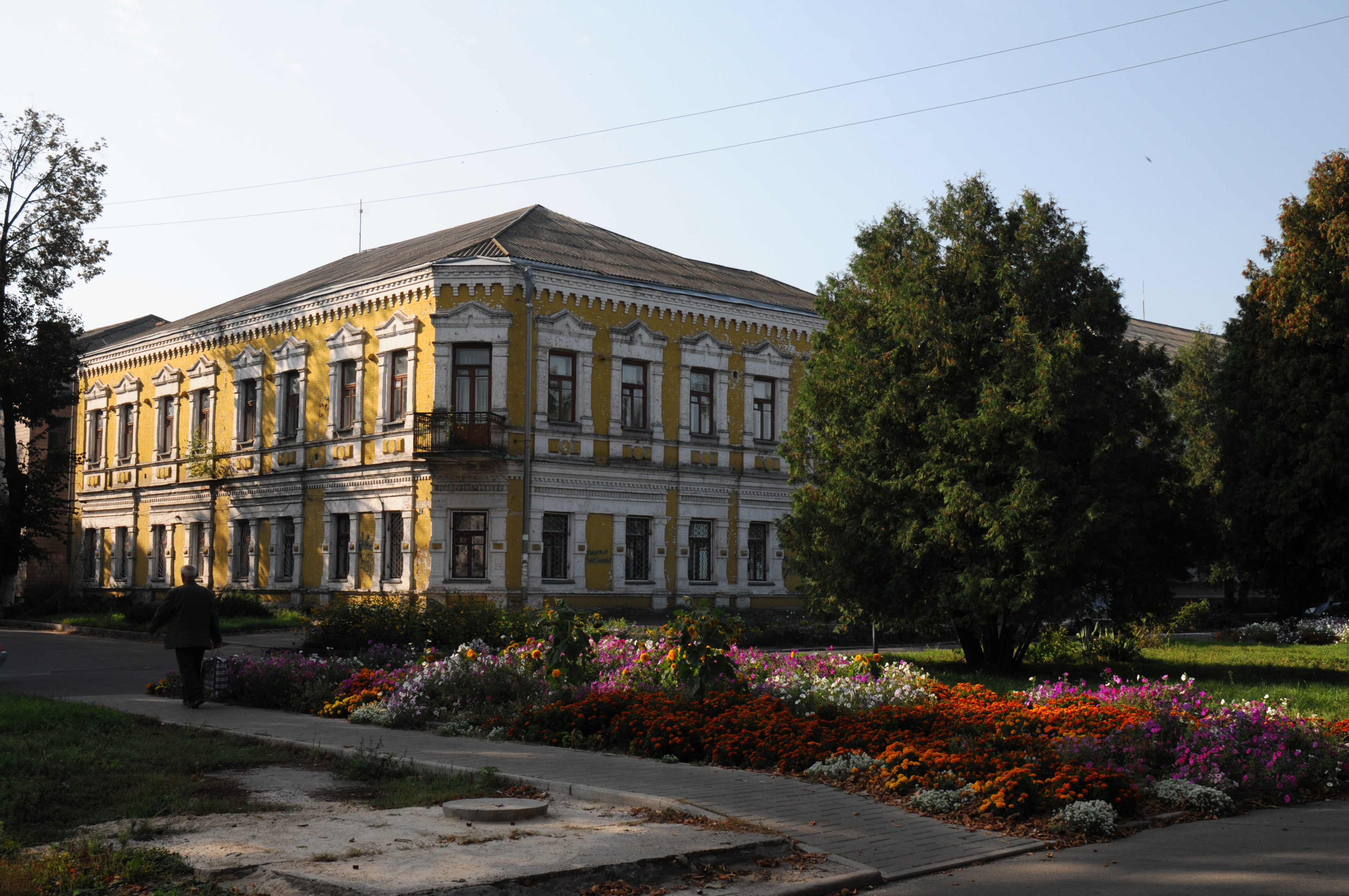
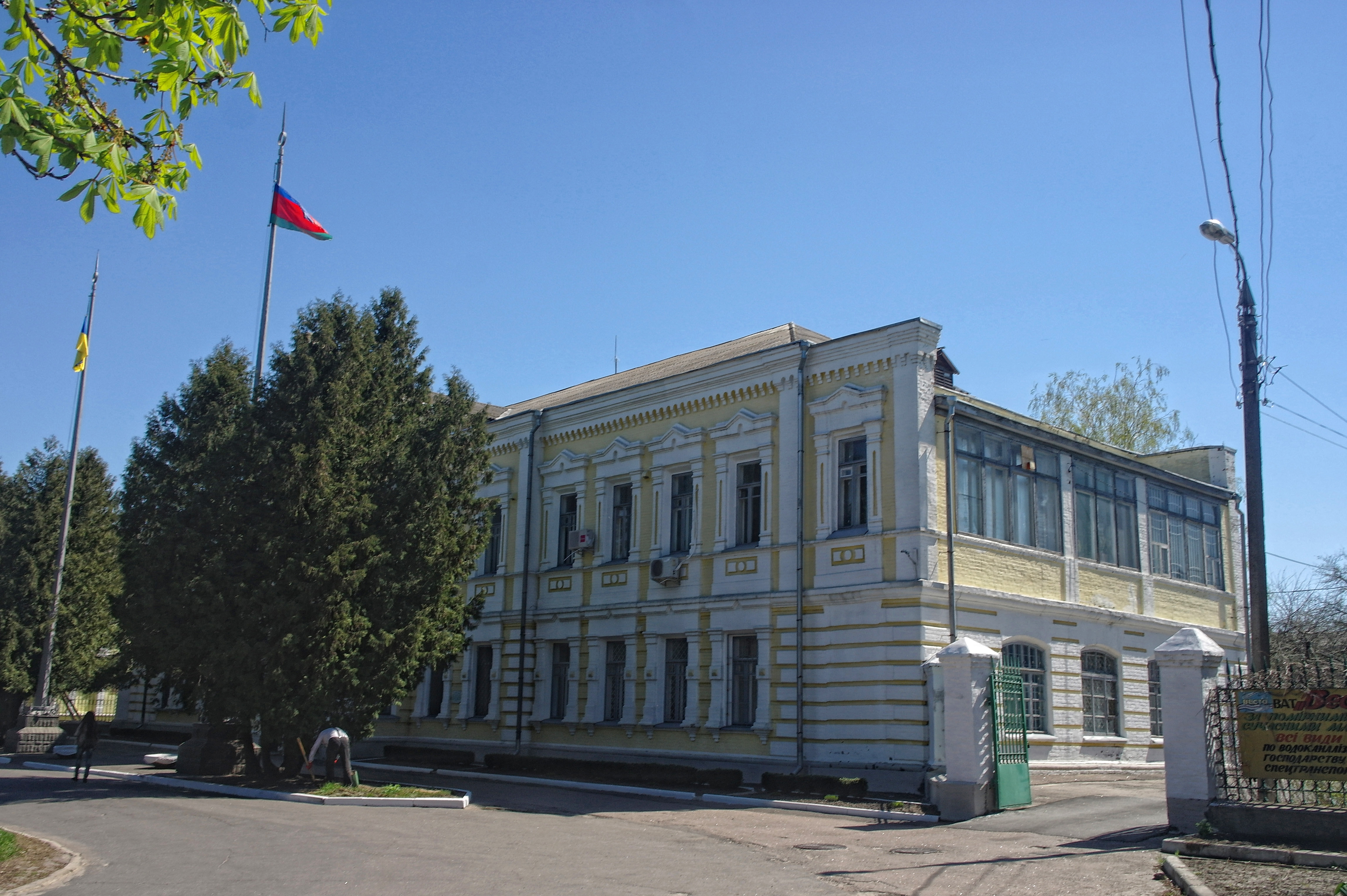
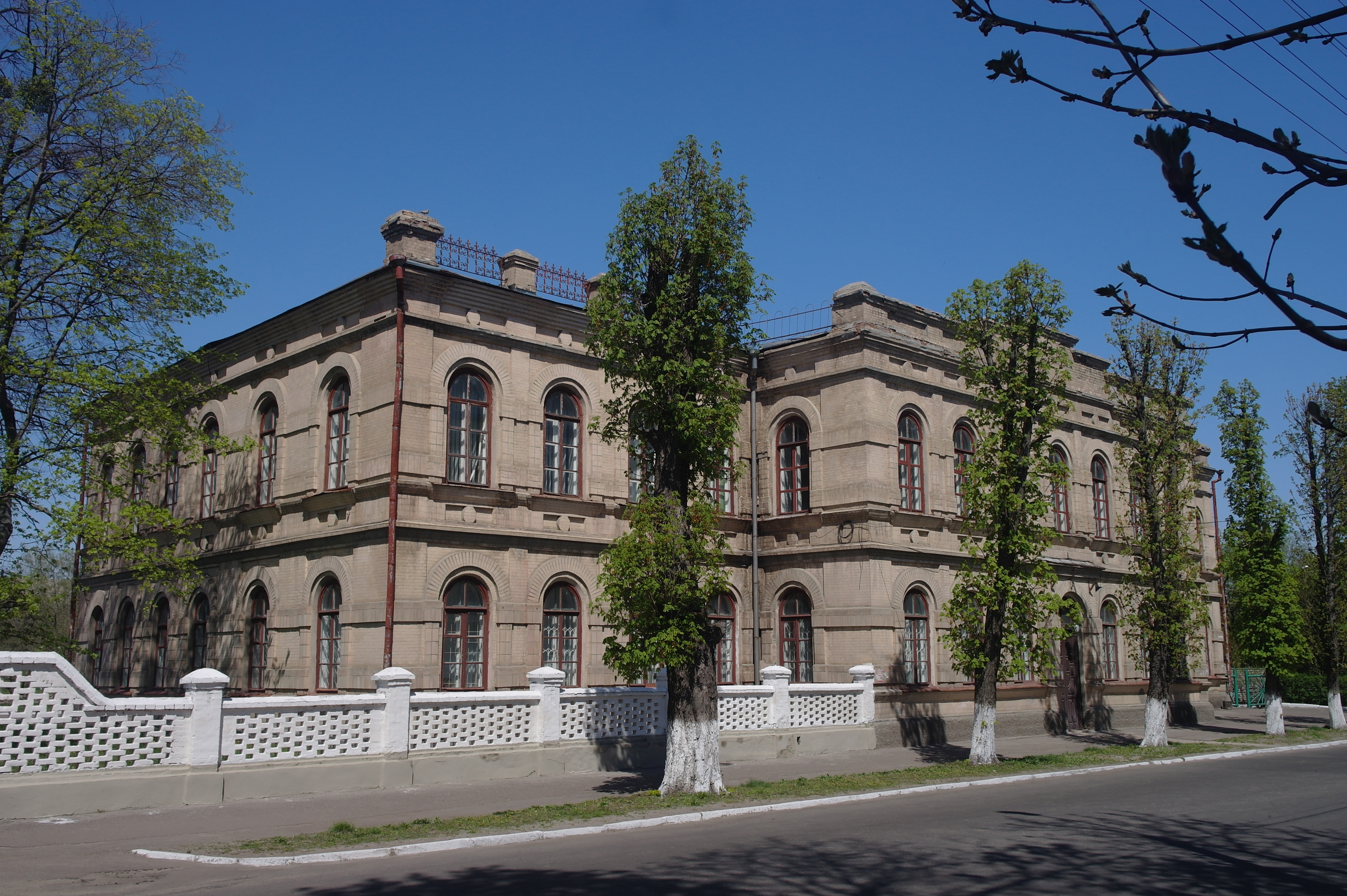
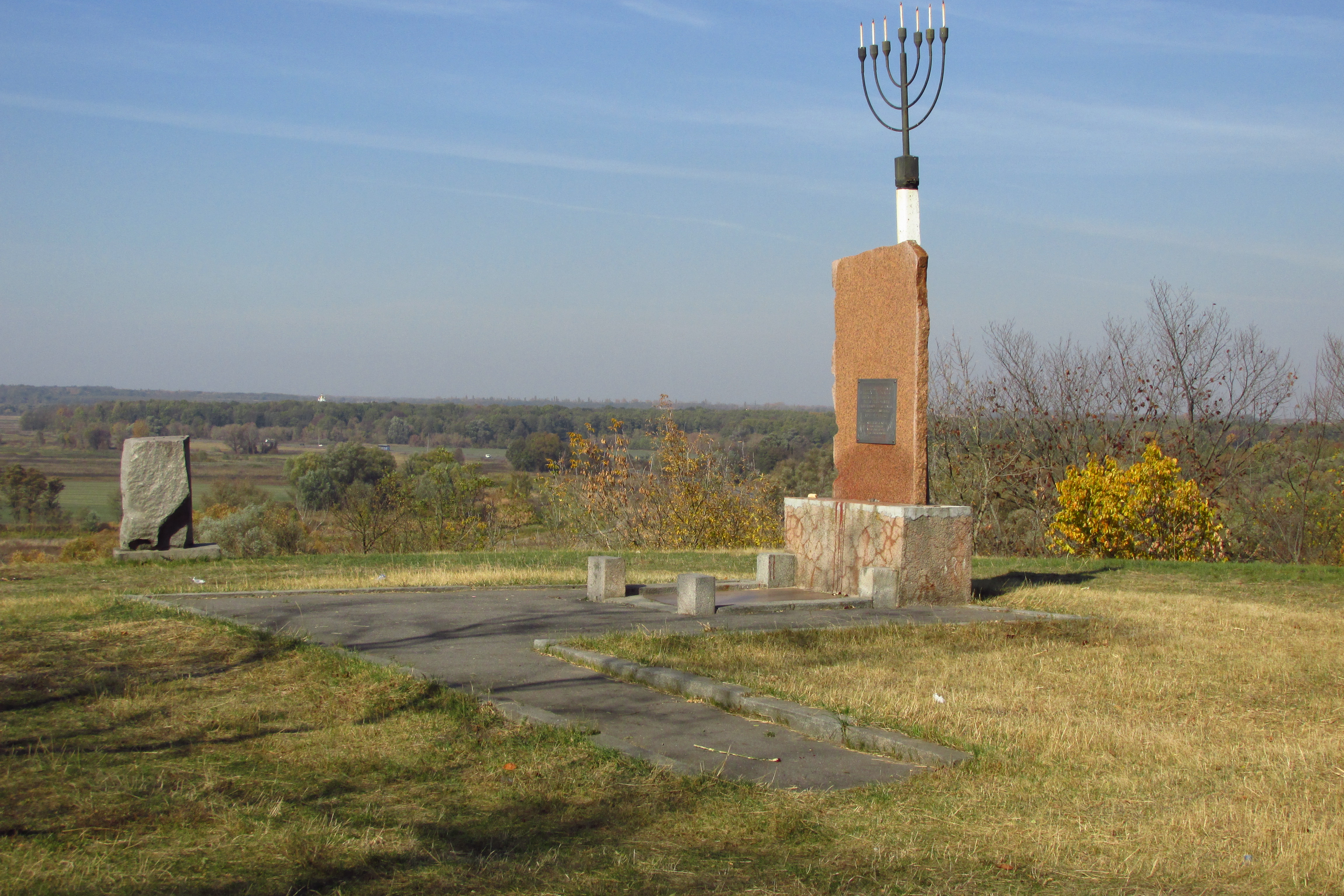